# Rheita Schyrlaeus
Anton (vagy Antonius) Maria de Rheita Schyrlaeus (csehül: Antonín Maria Šírek z Reity) (Reutte, 1604 – Ravenna, 1660), kapucinus szerzetes, fizikus és csillagász.
Eredeti neve Schyrl volt, de ezt latinos alakban használta. Másik nevét Rheit csehországi kolostortól vette.
Kopernikusz ellenében új világrendszert állított fel, melyet Oculus Enoch et Eliae, sive radius sidereomysticus (Antwerpen 1645) című művében írt le. Ebben írta le egyik találmányát is, a terresztrikus teleszkópot négy lencsével, és ő használja először az objektív és okulár kifejezést a teleszkóp tárgy- és szemlencséjének megjelölésére.
Kepler teleszkópját ő készítette el.